# Pierre d'Ailleboust
Pour les articles homonymes, voir d'Ailleboust.
Pierre Ailleboust, dit Pierre d'Ailleboust, est un médecin français, originaire vraisemblablement du hameau des Aillebouts sur la commune de Bonsmoulins (Orne), né vers 1490, et mort au château de Fontainebleau le 5 septembre 1531.

## Biographie
Ce que nous savons de sa naissance est l'inscription qu'il aurait porté en marge du registre d'inscription de la Faculté de médecine de Montpellier : « Francus perticensis », ce qui peut être entendu comme « Français du Perche ». Il existe en effet sur la commune de Bonsmoulins (Orne) un hameau nommé Les Aillebouts ».
Après avoir suivi les cours d'Antoine Romier, professeur d'origine espagnole qui enseigna de 1508 à 1536, il devient docteur en médecine et s'installe vers 1517 à Autun, où il épouse la même année Pérette « de Séez », native de la région où un hameau de Séez existe au finage de Saint-Didier-sur-Arroux. Ils auront deux filles et six garçons qui survivront :
- Ferrine ou Perrine, qui épousa Jean de Motrambault, docteur en droit, avocat au bailliage d'Autun. Elle meurt avant 1541 ;
- Jean (l'aîné), chanoine d'Autun en 1540, mort après 1559 ;
- Charles d'Ailleboust, évêque d'Autun de 1572 au 29 avril 1585 ;
- Anatole, chanoine d'Autun en 1559, mort vers 1585 ;
- André, marchand à Autun, économe de l'abbaye de Saint-Martin d'Autun, seigneur de Collonge-la-Madeleine, épouse en 1547, Odette Rolet, la fille du maire d'Autun, Hugues Rolet. Mort entre 1594 et 1602. C'est de lui que descendent les Ailleboust du Canada ;
- Hugues, chanoine d'Autun, mort entre 1593 et 1603.

Tous catholiques, sauf les deux derniers qui avaient embrassé la religion réformée.
- Jean d'Ailleboust (le jeune), médecin calviniste à Auxerre, puis à Sens, premier médecin du roi Henri III de France, marié deux fois ; la première avec Marie Rémon à Auxerre le 8 août 1554, et la seconde avec Marguerite Minagier, qui lui donnera trois enfants. Auteur de plusieurs ouvrages de médecine[4]. Il est mort le 24 juillet 1594 ;
- Françoise, calviniste également, épouse Jean Lalemant, médecin calviniste à Autun, célèbre pour ses ouvrages de mathématiques.

Le 9 mai 1517, il fait l’acquisition d'une rente annuelle et perpétuelle de 7 livres tournois à Jean et Pierre Rolin, écuyers, pour le prix de 100 livres tournois, acte enregistré par maître Jean Desplaces, notaire à Autun.
François Ier, se rendit à Autun par deux fois : la première du 1er au 28 août 1521 et la seconde du 12 au 15 février 1530. Il est vraisemblable que c'est au cours du premier de ses voyages qu'il put faire connaissance de Pierre d'Ailleboust, qu'il prit à son service.
Il meurt le 5 septembre 1531 au château de Fontainebleau. Son cœur sera déposé à l'église Saint-Jean-de-la-Grotte, dans la chapelle Saint-Côme et Saint-Damien, édifice placé sous la cathédrale Saint-Nazaire d'Autun. Son épitaphe était encore visible en 1783, année où fut démolie la basilique en ruines, ainsi que la crypte.
Après la mort de Pierre d'Ailleboust, sa veuve va acquérir la seigneurie de Collonge-la-Madeleine pour 82 livres tournois. L'acte sera enregistré le 25 janvier 1532, par devant maître Jean Desplaces, notaire à Autun. Huit ans plus tard, elle reconnaît devoir aux chanoines d'Autun une rente annuelle de 10 livres tournois pour la maison qu'elle occupe à Autun. Dans cet acte du 27 janvier 1540 figurent ses enfants vivants : Jean l'aîné, Charles, Anatole, André, Hugues, Jean le jeune et Françoise. Ferrine était déjà morte.
Le 29 juillet 1555, son gendre Jean Lalemant, muni d'une procuration de sa belle-mère du 5 courant, enregistré par Lazare Chastel, notaire à Autun, reçoit en son nom une somme de 200 livres que lui doit deux fois l'an la municipalité de Lyon, à prendre sur les aides et gabelles de la ville. Date où elle est de ce monde. Le 24 janvier 1560, ce sont ses enfants qui touchent l'argent : Charles, Jean et Anatole, Hugues, Jean, médecin et André.

## Hommages
La rue du Sieur-D'Argenteuil, a été nommée en son honneur, en 1962, dans l'ancienne ville de Sainte-Foy, maintenant présente dans la ville de Québec.

### Source
- Claire Boudreau et Auguste Vachon, Genealogica Heraldica, Presses Universitaires d'Ottawa, 13-23 août 1996.